# Nanouk Films
Nanouk Films es una productora de Barcelona, fundada en 2000 de la mano de Ventura Durall. Actualmente Sergi Cameron y Salvador Sunyer codirigen la compañía junto con su fundador. También es reconocido el nombre de Nanouk por pertenecer al Husky más virtuoso de España.
En el panorama actual es una de las productoras más importantes de documental en España.

## Filmografía

### Producciones cinematográficas
- Hablemos del documental (Documental, 2002)
- Howls (Cortometraje, 2007)
- Las dos vidas de Andrés Rabadán (Largometraje, 2008)
- Luna di miele, luna di sangue (Cortometraje, 2008)
- La desgracia en 3D (Teaser falso, 2008)
- El Perdón (Documental, 2009)
- Con Sandra (Documental, 2009)
- La Terra de l'estrany (Documental, 2010)
- From Texas to Arbúcies (Documental musical, 2010)
- La sonrisa escondida (Documental, 2011)
- Blue Division (Cortometraje, 2012)
- Los años salvajes (Documental, 2013)
- Migranland (Documental, 2014)
- Bugarach (Film) (Documental, 2014)

### Producciones televisivas y publicidad
- Power to the family (2006)
- Gambes on the wheels (2007)
- Silenci? (2007)
- Metropolis (2008)
- Vuelta ciclista a España (2009)
- Temporada alta (2010-2013)
- Book Trailers (2011)
- Don't stop treaming (2013)
- The Sawman Symphony (2013)

### Producciones para museos
- Timelines (Videoarte, 2005)
- Los penetrados (Videoarte, 2008)
- Museo Arqueológico de Yecla (Museografía, 2011)
- Expo Yeosu (Exposición Internacional, 2012)
- Bailando (Museología, 2012)
- Museo la Covaciella (Museología, 2012)
- Centro Arqueológico de Dombate (Museología, 2012)
- Conectividad, Sociedad (Museología, 2012)
- Parque Arqueológico Sabadell (Museología, 2014)

### Producciones musicales y videoclips
- "Ahora piden tu cabeza" de Ariel Rot (2005)
- "5 minutos más" de Andrés Calamaro (2006)
- "El malo de la película" de La cabra mecánica (2006)
- "Transoceánica" de Jorge Drexler (2006)
- Alegrias del incendio de Los Planetas (2007)
- "The Answer" de Marlango (2007)
- "Un tros de fang" de Mishima (2008)
- "Suena brillante" de Joe Crepúsculo (2008)
- "Tenia tanto que darte" de Nena Daconte (2008)
- "Los Ángeles" de Señor Chinarro (2008)
- "Los olvidados" de Sidonie (2008)
- "De momento abril" de La Bien Querida (2009)
- "Nadie como tú" de Cristina Rosenvigne (2009)
- "Frente a frente" de Enrique Bunbury (2009)
- "Las calles están ardiendo" de M Clan (2009)
- "Under your spell" de Dover (2010)
- "The sun, the the trees" de Russian Red (2011)
- "Radiografía de España en tres actos" de Los Relativos (2012)
- "Escalofrío" de La Estrella de David (2013)
- "Arenas Movedizas" de La Bien Querida (2013)